# Grimsby Town Football Club
O Grimsby Town Football Club é um clube de futebol da cidade de Grimsby, na Inglaterra, fundado em 1878. Atualmente, disputa a quarta divisão do Campeonato Inglês, chamada Football League Two.
Seu estádio, o Blundell Park, possui capacidade para receber 9.052 espectadores.

## História
O Grimsby Town foi fundado em 1878, como Grimsby Pelham. Jogou a primeira divisão em 1901–02, 1902–03, 1931–1932 e de 1934 a 1939, quando a Segunda Guerra Mundial paralisou as competições de futebol. Foi no pós-guerra que os Mariners iniciaram o processo de declínio ao caírem para a segunda divisão na temporada 1947–48. Desde então, alternaram entre o segundo, terceiro e quarto níveis profissionais do futebol inglês, chegando inclusive a ser treinado por Bill Shankly, que tornaria-se famoso como técnico do Liverpool entre 1959 e 1974.
Depois de ensaiar uma recuperação na década de 1980, quando voltou a jogar a segunda divisão inglesa, o Grimsby voltou a cair 2 níveis entre 1987 e 1988. Com a promoção ao segundo escalão do futebol inglês, firmou-se como um integrante de meio de tabela até 1997, quando foi novamente rebaixado à terceira divisão. Desde 2004, figurava na quarta divisão até 2009–10, sendo rebaixado à Conferência Nacional (quinta divisão) ao ficar em 23º lugar. Foram 5 temporadas nesta competição, sendo promovido em 2015–16 via play-offs de acesso.

## Títulos
EFL Championship: 2 (1900/01, 1933/34)
Football League One: 3 (1925/26,1955/56, 1979, 80)
Football League Two: 1 (1971/72)
EFL Trophy: 1 (1997/98)